# Anahí Ballent
Anahí Ballent (Tandil, 1956) es una arquitecta argentina. Sus investigaciones se han enfocado prioritariamente en la construcción de los dispositivos del hábitat en Argentina. 

## Biografía

### Comienzos
Anahí Ballent nació en Tandil en 1956. Es profesora titular de la Universidad de Quilmes, desde 1998, e investigadora del CONICET. Anahí Ballent es arquitecta por la Facultad de Arquitectura y Urbanismo, Universidad Nacional de La Plata, título obtenido en 1981 y Doctora en Historia por la Universidad de Buenos Aires, Especialidad Historia, Facultad de Filosofía y Letras, en 1997.

### Trayectoria profesional
En los inicios de su carrera trabajó como Secretaria Técnica del Instituto de Arte Americano e Investigaciones Estéticas «Mario J. Buschiazzo», FADU, UBA, entre 1989-1990, coincidiendo con Martha Levisman en la preparación de la exposición Homenaje a Le Corbusier, 60 años después.
En su trayectoria como investigadora mezcla los campos de historia, arquitectura y crítica cultural, resultando en trabajos marcados por un enfoque que ubica a la arquitectura en relación con la política y con la cultura, de manera que enriquece su interpretación para no caer en un reduccionismo desde la propia disciplina, y con el objetivo de hacer más comprensibles las circunstancias externas que condicionan la producción y los significados de la arquitectura.
Es autora de más de 30 capítulos de libros y 4 libros. Entre sus ejes de trabajo destacan la construcción del habitar y de la domesticidad en Argentina enfocándose especialmente en dos episodios históricos fundamentales, la influencia del Peronismo y la experiencia cooperativa del Hogar Obrero, trabajos que culminan, de momento, en la publicación con Jorge Francisco Liernur en 2014 de La casa y la multitud: vivienda, política y cultura en la Argentina moderna en el que desgranan su lectura sobre la creación del dispositivo de habitar en Argentina. 
Según Cecilia Parera: 

Los autores identifican una serie de momentos claves en la construcción histórica del problema del habitar en Argentina, particularmente en su relación con el Estado como agente promotor […] La mirada histórica planteada por los autores sobre estas cuestiones, lejos de buscar recetas, pretende restituir la complejidad del objeto y la multiplicidad de voces a partir de la construcción de una perspectiva cultural. […] los textos evidencian aportes de la antropología, la sociología y la historia cultural, que de la mano de autores como Michel Foucault, Pierre Bourdieu, Raymond Williams, Dolores Hayden y Michelle Perrot, entre tantos otros incluidos en la bibliografía general –insumo de referencia ineludible para cualquier trabajo sobre la temática–, han impulsado la renovación de los instrumentos de análisis utilizados hasta ahora para abordar estas cuestiones.

Entre sus participaciones en libros colectivos destacan: The New Cultural History of Peronism: Power and Identity in Mid-Twentieth Century Argentina, El costo social del ajuste, Argentina, 1976-2002 Historia de la vida privada en Argentina y Cultura y comunicación en la Ciudad de México, Primera Parte.
Ha participado y dirigido numerosas investigaciones como, entre otras: El estado en acción. Políticas públicas y sociedad en Argentina, del que ha sido Investigadora responsable entre 2002 y 2005 y previamente (1999-2002) fue directora del Programa de las relaciones entre estado, economía y sociedad en Argentina. Siendo uno de los últimos proyectos Ingeniería y Estado: el Ministerio de Obras Públicas entre 1898 y 1943, del que es Directora entre 2011 y 2013, proyecto que se basa en artículos de investigación previos en los que indaga sobre la construcción del territorio (real y simbólico) y las carreteras, como Kilómetro cero: la construcción del universo simbólico del camino en la Argentina de los años treinta, o El rol del Ministerio de Obras Públicas de la Nación en la construcción del territorio nacional: coordenadas y problemas de una historia institucional.
Anahí Ballent ha impartido clases en otras universidades argentinas, entre ellas la Universidad Torcuato Di Tella o la Universidad Nacional de Rosario, y sudamericanas, como la Escola da Cidade en São Paulo, y ha participado en numerosos congresos y conferencias.
En relación con la existencia de villas miserias en la ciudad de Buenos Aires ha expresado:

Hay situaciones que son inadmisibles desde el punto de vista de la calidad del habitar. Hay una realidad que, por el hecho de existir y el reconocimiento del derecho de las personas que han tomado esas tierras y han construido allí, se mantiene. Pero es imprescindible buscar otra solución pues realmente se está consolidando algo que, desde el punto de vista de las condiciones de habitar urbanas y domésticas, no es aceptable para un estado actual.

## Obras
Entre sus libros destacan Las huellas de la política. Vivienda, ciudad, peronismo en Buenos Aires, 1943-1955 y, con Jorge Francisco Liernur, La casa y la multitud. Vivienda, política y cultura en la Argentina Moderna.